# Hypercompe nigriloba
Hypercompe nigriloba är en fjärilsart som beskrevs av Gustaaf Hulstaert 1924. Hypercompe nigriloba ingår i släktet Hypercompe och familjen björnspinnare. Inga underarter finns listade i Catalogue of Life.